# Idaho Steelheads
Die Idaho Steelheads sind ein US-amerikanisches Eishockeyfranchise der ECHL aus Boise, Idaho.

## Geschichte
Die Idaho Steelheads wurden 1997 als Franchise der West Coast Hockey League gegründet, in der sie bis zur Auflösung der Liga im Anschluss an die Saison 2002/03 aktiv waren und in deren Finalserie sie in der Saison 2001/02 den Fresno Falcons unterlagen. Anschließend wechselte die Mannschaft mit einigen anderen Teams in die rivalisierende East Coast Hockey League, deren Meisterschaft, den Kelly Cup, sie in der Saison 2003/04 mit 4:1-Siegen in der Best-of-Seven-Serie gegen die Florida Everblades gewannen. Diesen Erfolg konnten die Steelheads 2007 im Finale mit 4:1-Siegen über die Alaska Aces wiederholen. In der Saison 2008/09 schied Idaho mit einem Sweep in der Best-of-Seven-Serie gegen die Victoria Salmon Kings in der ersten Playoff-Runde aus.

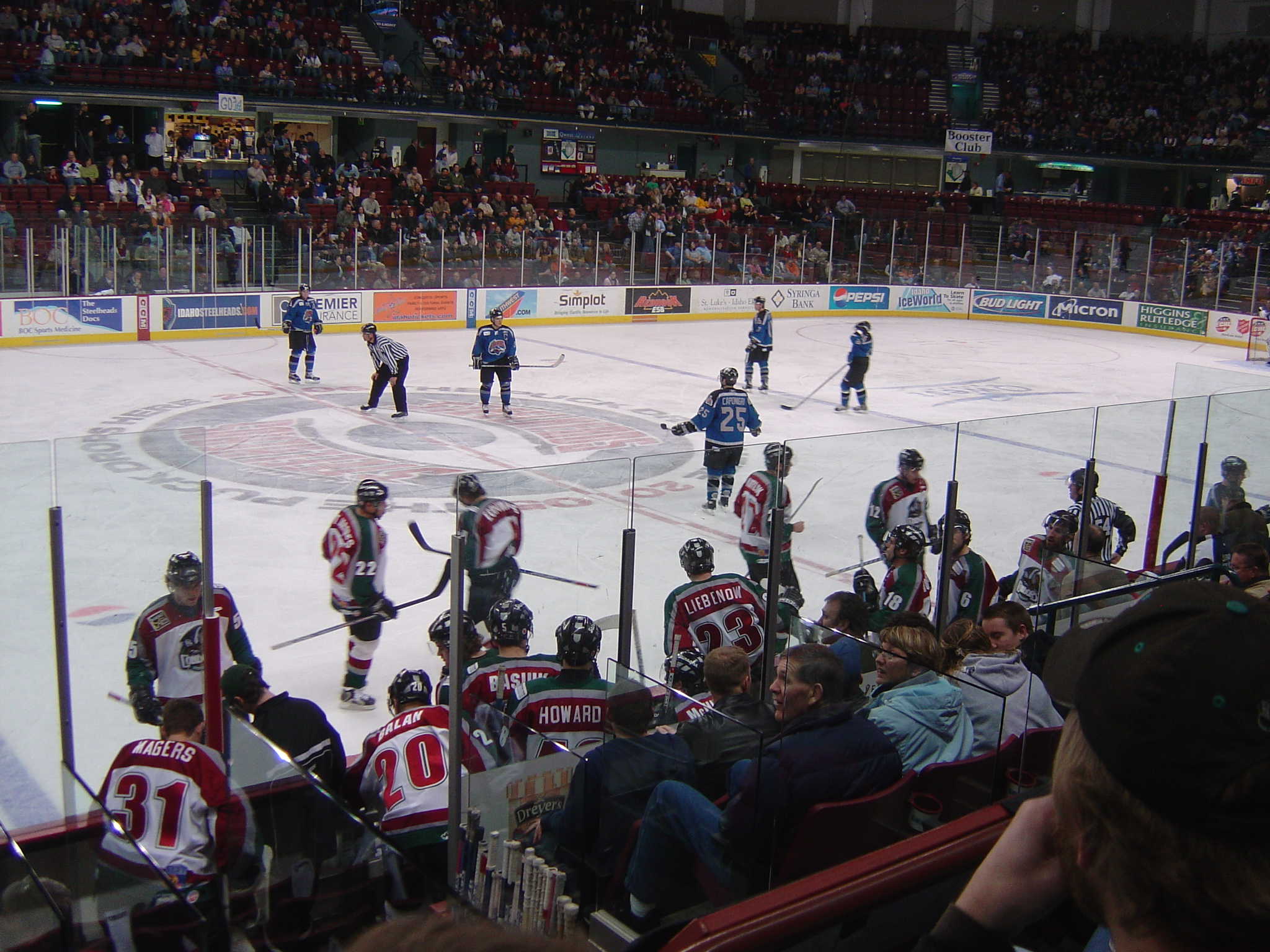
Die Idaho Steelheads im Einsatz gegen die Bakersfield Condors

## Saisonstatistik (ECHL)
Abkürzungen: GP = Spiele, W = Siege, L = Niederlagen, T = Unentschieden, OTL = Niederlagen nach Overtime SOL = Niederlagen nach Shootout, Pts = Punkte, GF = Erzielte Tore, GA = Gegentore, PIM = Strafminuten
| Saison  | GP | W  | L  | T | OTL | SOL | Pts | GF  | GA  | Platz        | Playoffs                        |
| 2003/04 | 72 | 40 | 23 | 9 | —   | —   | 89  | 219 | 208 | 3., Pacific  | Kelly Cup                       |
| 2004/05 | 72 | 42 | 23 | 7 | —   | —   | 91  | 223 | 183 | 3., West     | Niederlage in der ersten Runde  |
| 2005/06 | 72 | 43 | 21 | 8 | —   | —   | 94  | 268 | 221 | 3., West     | Niederlage in der zweiten Runde |
| 2006/07 | 72 | 42 | 24 | — | 2   | 4   | 90  | 240 | 208 | 2., West     | Kelly Cup                       |
| 2007/08 | 72 | 40 | 22 | — | 5   | 5   | 90  | 224 | 183 | 2., West     | Niederlage in der ersten Runde  |
| 2008/09 | 72 | 44 | 24 | — | 2   | 2   | 92  | 224 | 186 | 2., West     | Niederlage in der ersten Runde  |
| 2009/10 | 72 | 48 | 17 | — | 2   | 5   | 103 | 260 | 191 | 1., West     | Niederlage im Finale            |
| 2010/11 | 72 | 32 | 27 | — | 4   | 9   | 77  | 225 | 217 | 2., Mountain | Niederlage in der zweiten Runde |
| 2011/12 | 72 | 31 | 32 | — | 2   | 7   | 71  | 194 | 236 | 4., Mountain | Niederlage in der zweiten Runde |
| 2012/13 | 72 | 45 | 20 | — | 1   | 6   | 97  | 262 | 198 | 2., Mountain | Niederlage in der dritten Runde |
| 2013/14 | 72 | 39 | 26 | — | 3   | 4   | 85  | 223 | 212 | 3., Mountain | Niederlage in der zweiten Runde |

## Team-Rekorde (ECHL)

### Karriererekorde
Spiele: 436  Marty Flichel
Tore: 148  Marty Flichel
Assists: 260  Marty Flichel
Punkte: 408  Marty Flichel
Strafminuten: 1071  Lance Galbraith
(Stand: Saisonende 2017/18)